# 志自岐 (給油艦)
志自岐（しじき）は、日本海軍の運送船(給油船)、沈没後に運送艦(給油艦)に類別。艦名は長崎県平戸島の志々岐埼による。「志自岐」は1915年（大正4年）以前の水路図誌での表記。
日本海軍が初めて建造した給油船(現在のタンカーに相当)で、1919年にタラカンからの重油輸送中に遭難、沈没し多くの殉職者を出した。

## 艦歴

### 計画
明治末から日本海軍の重油輸送は民間のタンカーが担っていたが、第1次世界大戦開戦後はタンカーの不足が目立った。また八八艦隊計画で大量の重油輸送が必要となると予想された。日本海軍では1914年（大正3年）2月に三千噸積重油船を至急建造する必要がある、という建議が艦政本部二部から出された。
それによると、この頃の国内産の重油は主に鉄道を利用し横須賀へ輸送しているだけだったが、国内産で35,000トン(トンは英トンを指す、以降すべて同じ)の供給も困難ではないと予想された。重油を鉄道輸送した場合は年間10,000トンから15,000トンが限度であり、また引き込み線を敷き、ポンプなどを全て新設する必要もあった。一方海上輸送の場合は現在の受け入れ設備を拡充し、この1隻で年間10航海、約30,000トンが輸送できる計画だった。金剛型が完成した場合の平時重油使用量は約25,000トンが見込まれていたので、国内産重油のみで全てを賄うことも可能という意見だった。また平時、戦時に関わらず海外からの重油輸入、戦時の進出根拠地への輸送にも活用できるとされた。
軍令部からは戦時の使用を考え6,000噸積に、艦政本部三部からは1,500噸積の提案もあったが、6,000噸積は平時の使用では大きく、1,500噸積では平時でも小さすぎるとされ、当初の計画通りの3,000噸積が適当とされた。またこの年に第1次世界大戦が起こり、戦時での民間船の徴用の困難さや、その改造に時間の掛かることが痛感され、海軍所有船の至急建造に動いた。

### 建造
1915年（大正4年）3月18日に製造の訓令が呉鎮守府に出され、予算は大正4年度から大正5年度の軍備補充費から703,000円が捻出された。設計はタンカー建造経験のある三菱造船がおこない呉海軍工廠で建造された。軍艦構造という訳ではなく艦型そのものは民間タンカーと違いはない。ただ速力12ノットが指定され、ボイラーは艦本式缶4基を2室に収めた。また現代のタンカーとは違い、船艙が3つあり、デリックを3本設けて物資も搭載できるようになっていた。
同年5月21日、船名は「志自岐丸」を予定し一旦はそのように命名されたが、起工前の同年8月23日に船名を「志自岐」とし、11月26日に起工した。翌1916年（大正5年）3月15日進水、5月15日に竣工、引き渡された。佐世保鎮守府籍。

### 1916年
同年6月から12月まで秋田県土崎、新潟から横須賀、呉、佐世保の各軍港への重油輸送を行う予定となり、6月は計画通りに土崎から呉へ3,007トン、佐世保へ2,969トンの重油を輸送した。7月2日土崎に入港の際、風や波に流され坐洲、7月17日に救援を得て離洲し舞鶴で入渠、その後9月末まで佐世保で入渠し修理を行った、10月から輸送を再開し、12月まで土崎からの重油輸送を行った。

### 1917年以降
冬期は天候、雄物川の水深、氷結などにより土崎での重油積み込みは難しいため、翌1917年（大正6年）1月まで修理などを行い、2月には佐世保、馬公間の軍需品輸送、3月も鎮海へ測量艇7隻など軍需品の輸送を行った。
3月末に土崎、新潟からの重油輸送に戻り、新潟から佐世保へ2,710トン、土崎から佐世保へ2,998トン、横須賀ヘ3,037トン、呉へ3,080トンの重油を輸送した。
この年の4月に日本海軍はボルネオ島産の重油60,000トンを同年6月から21カ月間で購入することを決定し、本船はその輸送に当たることになった。第1回目は6月20日佐世保出港、ミリで重油3,243トンを搭載し7月19日佐世保に帰港した。
以降は1918年（大正7年）8月に国内の輸送を行った以外、ほとんどボルネオからの石油輸入を行った。

### 遭難
1919年（大正8年）にボルネオ島のタラカンから佐世保港へ重油を輸送中、8月9日のフィリピン東方海上から台風の荒天に巻き込まれた。種子島水道(種子島と屋久島の間)を航行する予定だったが進路を誤り8月15日午後0時55分頃に種子島南方の源三郎礁付近で座礁(沈没原因調査報告によると釣出瀬に触礁)し浸水、波浪で自然と離礁したが機関運転不能のため錨を降ろして停船しようとした。だが波浪のため錨鎖が切れ、船は浸水と打ち上げる波により船首から沈没した。沈没位置は北緯30度18分、東経130度57分、「釣出瀬」の北500m、海図室の時計の停止時刻から沈没時刻は1時35分頃と推定されている。
この事故で乗組員120名中、生存者は7人、死者15名、その他多くの乗組員は行方不明となった。公文備考に収録の『嗚呼特務船志自岐』によると生存者は島に漂着した8名、乗員は士官以上13名、准士官6名、下士卒98名、傭人3名(計120名)で、うち1名は病気入院中で乗船していなかった。その他に便乗者が1名いた。8月28日に鎮霊祭を行いその夜は通夜、翌29日に矢竹練兵場で東伏見宮・伏見若宮臨席の下に葬塲祭、その後に日宇海軍埋葬地に埋葬、という次第で海軍合同葬儀を行った。
なお捜索救助には佐世保から「肥前」と第九艇隊(「雁」「燕」)、呉から「浅間」「春風」が参加、遅れて救難船「猿橋丸」も派遣された。また潜水調査のため庭田尚三が派遣されている。

### その後
破損の状況や附近の潮流などにより船体の引き揚げは困難と判断し、重要物件のみを引き揚げて船体は廃棄とされた。船籍はそのまま残り1920年（大正9年）4月1日に特務艦籍に編入、運送艦に類別され、2箇月後の6月1日に除籍された。船体は1920年（大正9年）9月20日に売却処分が決定、1924年（大正13年）6月25日に管理権を放棄した。
その後種子島では夜釣りに出た漁師によって、何百という電気を灯した軍艦の幽霊船が、浅瀬である所を通って行く様が何度も目撃されたという。

## 歴代艦長
指揮官
- 匝瑳胤次 中佐：1916年4月1日 - 1916年12月1日[73]
- 人見三良 中佐：1916年12月1日 - 1917年12月1日[74]
- 前川直平 中佐：1917年12月1日[75] - 1918年11月10日[76]
- 石川庄一郎 中佐：1918年11月10日[76] - 1919年8月15日殉職[77]